# جان ایسل
جان ایسل (انگلیسی: John Eisele; ۱۸ ژانویهٔ ۱۸۸۴ – ۳۰ مارس ۱۹۳۳) ورزشکار دو و میدانی اهل ایالات متحده آمریکا بود.